# Can't Get Enough
Can't Get Enough es el tercer álbum de estudio del cantante, compositor y productor estadounidense Barry White, lanzado el 6 de agosto de 1974 por la compañía discográfica 20th Century Records. El disco fue arreglado orquestalmente por Barry White y Gene Page. En 2003 el álbum apareció en la posición número 281 de la lista de los mejores 500 álbumes de todos los tiempos de la revista Rolling Stone. Fue el tercer álbum de White en llegar llegó a lo más alto de la lista de álbumes R&B. También llegó al Top Billboard 200, y se colocó en la posición #4 en el Reino Unido. El álbum contiene dos sencillos números #1 de la lista  Billboard R&B, Can't Get Enough of Your Love, Babe y You're the First, the Last, My Everything. Ambas canciones fueron éxitos en la lista Billboard Hot 100, llegando a ser números #1 y #2 respectivamente. Ambos sencillos fueron éxitos en el Reino Unido, llegando a las posiciones #8 y #1 respectivamente. El álbum fue digitalmente remasterizado y relanzado en formado CD el 19 de marzo de 1996 por Island/Mercury Records.

## Listado de canciones
| Side one |                                                                               |          |  |
| N.º      | Título                                                                        | Duración |  |
| 1.       | «Mellow Mood (Pt. 1)» (Brock, Taylor, White)                                  | 1:52     |  |
| 2.       | «You're the First, the Last, My Everything» (B. White, T. Sepe, P. Radcliffe) | 4:36     |  |
| 3.       | «I Can't Believe You Love Me» (B. White)                                      | 10:21    |  |

| Side two |                                                                 |          |  |
| N.º      | Título                                                          | Duración |  |
| 1.       | «Can't Get Enough of Your Love, Babe» (B. White)                | 4:34     |  |
| 2.       | «Oh Love, Well We Finally Made It» (B. White)                   | 3:54     |  |
| 3.       | «I Love You More Than Anything (In This World Girl)» (B. White) | 4:59     |  |
| 4.       | «Mellow Mood" (Pt. 2)» (Brock, Taylor, White)                   | 1:23     |  |

## Personal
- Paul Elmore – Ingeniero de audio
- Frank Kejmar – Ingeniero de audio
- Gary N. Mayo – Remasterización digital
- Gene Page – Arreglos orquestales
- Barry White – Arreglos musicales, producción, ingeniero de audio

## Listas

### Listas semanales
| Lista (1974)                            | Posición más alta |
| --------------------------------------- | ----------------- |
| Australia (Kent Music Report)           | 28                |
| Austria (Ö3 Austria)                    | 4                 |
| Canada Top Albums/CDs (RPM)             | 2                 |
| Noruega (VG-lista)                      | 9                 |
| Reino Unido (UK Albums Chart)           | 4                 |
| Estados Unidos (Billboard 200)          | 1                 |
| Estados Unidos (Top R&B/Hip-Hop Albums) | 1                 |

### Sencillos
| Año  | Sencillo                                    | Posición más alta | Posición más alta | Posición más alta | Posición más alta |
| Año  | Sencillo                                    | US                | US R&B            | US Dan            | UK                |
| ---- | ------------------------------------------- | ----------------- | ----------------- | ----------------- | ----------------- |
| 1974 | "Can't Get Enough of Your Love, Babe"       | 1                 | 1                 | —                 | 8                 |
| 1974 | "You're the First, the Last, My Everything" | 2                 | 1                 | 2                 | 1                 |